# Trioza mica
Trioza mica är en insektsart som beskrevs av Loginova 1972. Trioza mica ingår i släktet Trioza och familjen spetsbladloppor. Inga underarter finns listade i Catalogue of Life.